# Walter Geerdes
Walter Geerdes (* 25. April 1903 in Hildesheim; † 28. Mai 1960 in Berlin) war Intendant von Radio Bremen und vom Sender Freies Berlin.

## Biografie
Geerdes war  Sohn eines Hildesheimer Prokuristen und ehemaligen Kapitäns der Handelsmarine. 
Geerdes besuchte von 1911 bis 1917 die Volksschule in Hildesheim und die Realschule in Bremen. Bei den Francke-Werken in Bremen, einem Maschinenbaubetrieb, machte er danach eine Lehre und war danach als Technischer Zeichner und Werbezeichner tätig. 
Er wechselte 1923 zum Kaufhaus Julius Bamberger in Bremen und arbeitete als Gebrauchsgraphiker, Expedient und wurde 1928 Abteilungsleiter für die Werbung. 1935 wurde er Personalchef und 1936 Geschäftsführer. Nach der Auflösung des jüdischen Kaufhauses im Jahre 1937 war er bei der Kaufhof AG in der Zweigniederlassung Koblenz beschäftigt. 
Geerdes war von 1922 bis 1933, nach einer kurzen journalistischen Ausbildung, als freier Mitarbeiter bei der Bremer Volkszeitung tätig. 1924 war er Chefredakteur bei der Wochenzeitung Die freie Hanse. Er war von 1922 bis 1933 Mitbegründer und Vorstandsmitglied des überparteilichen Deutschen Republikanischen Reichsbundes. 
Nach dem Zweiten Weltkrieg begann Radio Bremen im Sommer 1945 seinen Sendebetrieb unter Leitung des in Hamburg geborenen amerikanischen Offiziers Edward E. Harriman. Am 26. Februar 1946 ernannte ihn die amerikanische Militärregierung  zum stellvertretenden Intendanten von Radio Bremen. Am 1. Juli 1946 wurde er Intendant von Radio Bremen, der kleinsten Landesrundfunkanstalt der 1950 gegründeten ARD. Der 1949 gegründete Rundfunkrat Bremen bestätigte ihn als Intendant. In dieser Eigenschaft hat er den kleinen Sender Radio Bremen zu einem leistungsfähigen Unternehmen mit einem anspruchsvollen und geschätzten Programm entwickelt. Vom 4. Februar 1952 bis zum 30. September 1952 war er auch Vorsitzender der ARD.
Die schmale finanzielle Grundlage und die Nachbarschaft des mächtigen Nordwestdeutschen Rundfunks (NWDR) später Norddeutscher Rundfunk (NDR) führte in den 1950er Jahren zu einer schweren Krise von Radio Bremen. Der Sender musste erhebliche Einschränkungen am  Programm vornehmen. 1957 führte Geerdes ergebnislos Verhandlungen über Hilfen der westdeutschen Rundfunkanstalten. Er blieb bis Ende 1957 Intendant in Bremen; ihm folgte bei Radio Bremen Heinz Kerneck.
Als Folge der Entwicklung in Bremen nahm Geerdes 1957 die Wahl des Rundfunkrats des Senders Freies Berlin (SFB) zum Intendanten an, obwohl er bis 31. März 1958 vertraglich an Bremen gebunden war. 
Er starb 1960 an den Folgen eines Unfalls.
Die Walter-Geerdes-Straße in Bremen-Osterholz führt seinen Namen.